# NGC 1456
NGC 1456 је двојна звезда у сазвежђу Бик која се налази на NGC листи објеката дубоког неба.
Деклинација објекта је + 22° 33' 30" а ректасцензија 3h 48m 8,3s. Привидна величина (магнитуда) објекта NGC 1456 износи 11,9.